# 허쉬코비츠풀밭쥐
허쉬코비츠풀밭쥐(Abrothrix hershkovitzi)는 비단털쥐과 안데스밭쥐속에 속하는 설치류의 일종이다. 칠레 남서부의 일부 외딴 섬들에서만 발견된다. 종소명과 일반명은 미국 동물학자 허쉬코비츠(Philip Hershkovitz)의 이름에서 유래했다.